# Hemeroblemma hampsoni
Hemeroblemma hampsoni är en fjärilsart som beskrevs av Guido Benno Feige 1976. Hemeroblemma hampsoni ingår i släktet Hemeroblemma och familjen nattflyn. Inga underarter finns listade i Catalogue of Life.